# Heteroneura
Heteroneura је природна група (или кладус) у реду инсеката лептира која обухвата преко 99% свих врста лептира и мољаца. То је сестрински таксон инфрареда Exoporia (брзи мољци и њихови рођаци), и карактеристична је по жилицама крила која нису слична или хомонеурзна у оба пара крила.